# あおい洋一郎
あおい 洋一郎（あおい よういちろう、1963年9
月26日 - ）は、日本の男性俳優、ナレーター。ベルベットオフィス所属。愛知県一宮市出身。

## 人物
- 1999年まで『青井洋一郎』名義で俳優活動を続けてきたが、2000年からテレビ番組を中心としたナレーターへと転向した。
- かつて、NHKの『中学生日記』の教師役をしていた経験がある。『銀河テレビ小説』『火曜サスペンス劇場』など、俳優としてのテレビドラマ出演経験が多数ある。映画にも出演しており主な作品は『橋のない川』『ぼくのおじさん』など。
- またナレータースクール『スクールバーズ』で講師も務めている。

## 出演作品

### ナレーター

#### 現在放送中
- のどじまん ザ!ワールド（日本テレビ）
- 内村さまぁ〜ず（E!TV内さま.comで配信中）
- 全日本歌唱力選手権　歌唱王（日本テレビ）
- 沸騰ワード10（日本テレビ）
- 超ド級!世界のありえない映像（博覧会・烈伝）（フジテレビ系）
- THE突破ファイル（日本テレビ、2018年10月 - ）
- カズレーザーと学ぶ（日本テレビ）
- ワールド極限ミステリー（2019年10月 - 、TBSテレビ）
- クイズ!THE違和感（2020年4月 - 、TBSテレビ）
- ベスコングルメ（2022年10月 - 、TBSテレビ）

#### 過去
- 全日本フィギュアスケート選手権（フジテレビ）
- 世界フィギュアスケート選手権（フジテレビ）
- ソチオリンピック（フジテレビ）
- 世界体操競技選手権（フジテレビ）
- 有吉のバカだけど…ニュースはじめました（テレビ東京）
- 穴があくほど定点観測（TBS）
- S☆1（TBS系）
- Nスタ（TBS系）
- NEWS ZERO（日本テレビ、一部企画のみ）
- NNNドキュメント（日本テレビ）
- 名曲ベストヒット歌謡（テレビ東京系）
- 朝までたけし軍団 → 現在は『朝までたけし的ショー』（テレビ朝日）
- お客様は王様かよっ!?（フジテレビ系、カスペ!枠）
- 笑福亭鶴瓶のメインキャスト!（TBS系）
- ドリームビジョン（日本テレビ系）
- うふふのぷ（関西テレビ制作・フジテレビ系）
- 内村プロデュース（テレビ朝日系、現在はSPのみ）
- ザ・クイズマン（テレビ朝日系）
- EZ!TV（フジテレビ系）
- めざましどようび（フジテレビ系）
- NNN Newsリアルタイム（日本テレビ系、一部企画のみ）
- スーパーJチャンネル（テレビ朝日系、一部企画のみ）
- 総力報道!THE NEWS（TBS系、2009年3月 - 2010年3月）
- たけしが鶴瓶に今年中に話しておきたい5〜6個のこと（TBS）
- 不可思議探偵団（日本テレビ）
- 地球イチバン「イチバン標高の高い街　ボリビア・エルアルト」（NHK総合、2010年12月20日）
- 今田耕司プレゼンツ 鶴瓶vs未知数芸人 俺の相方誰やねん!?スペシャル（関西テレビ、2011年1月2日）
- 土曜スペシャル（テレビ東京）
- 地球イチバン（NHK総合、2011年10月 - 2013年3月）
- 頭脳の祭典!クイズ最強王者決定戦!!〜ワールド・クイズ・クラシック〜（TBS、2011年11月23日）
- めざせ!グルメスター（NHK BSプレミアム、2013年4月 - 2014年3月）
- ザワつく!?ウィークエンドTV ニュースな晩餐会（フジテレビ、2015年4月 - 同年8月）
- 百年の計、我にあり〜知られざる明治産業維新リーダー伝〜（TBS、2016年1月3日）
- オールスター感謝祭（TBS）
- でんじろうのTHE実験（フジテレビ、2019年2月 - 同年9月）
- いた!ヤバイ生き物 キケン生物と大バトル（日本テレビ、2019年11月19日）
- にじいろジーン（関西テレビ制作・フジテレビ系）
- 和風総本家（テレビ大阪制作・テレビ東京系）
- 華丸大吉&千鳥のテッパンいただきます!（関西テレビ制作・フジテレビ系、2019年10月 - 2021年3月）

### 実況・解説
- 世界最強虫王決定戦（MONDO21）

### ゲーム
- ロマンシング サガ -ミンストレルソング-（タイニィフェザー）

### ラジオ
- NHK-FM放送
  - ソング・アプローチ - 朗読
  - とことん○○（NHK-FM放送）パーソナリティー
  - ソラの調べ☆
  - ミチの調べ☆
  - ヒカリの調べ☆
  - 花鳥風月☆

※☆フィラー番組につきラジオ第1放送・第2放送で流れる場合がある。

### DVD
- 小沼正弥・炎のシーバスゲリラ（内外出版社）

### テレビドラマ
- 火曜サスペンス劇場 からくり人形の女（1989年、日本テレビ）※青井洋一郎名義
- ホットスポット 第2話（2025年、日本テレビ） -  テレビ番組『仲裁JAPAN』のナレーター役